# The Wailers Band
Pour le groupe vocal jamaïcain, voir The Wailers.
The Wailers Band est un groupe de musiciens qui ont accompagné Bob Marley de 1974 à sa mort en 1981. Depuis, le groupe a servi de backing band pour d'autres artistes tels qu'Alpha Blondy, tout en continuant d'assurer des tournées à travers le monde.
Lors du départ de Peter et Bunny, Bob conserva ce nom de Wailers, qui désigna désormais les musiciens qui jouaient avec lui. De nombreux musiciens ont fait partie de ces « nouveaux » Wailers, mais le noyau dur de ce groupe est constitué de : 
- Aston « Familyman » Barrett (basse),
- Carlton « Carlie » Barrett (batterie),
- Tyrone Downie (clavier),
- Alvin « Seeco » Patterson (percussions),
- Junior Marvin (guitare),
- Earl « Wya » Lindo (claviers),
- Al Anderson (guitare).

Après la mort de Bob Marley en 1981, ses musiciens, The Wailers, firent de nombreuses tournées, emmenés par les frères Barrett. Le guitariste et chanteur Junior Marvin, le clavier Wya Lindo et le percussionniste Seeco Patterson complétaient la formation. En 1987, Carlton Barrett est assassiné par un tueur engagé par sa femme. Dans les années 80 et 90, Irvin Jarrett (Carrot, du groupe Third World) et Joseph Russell firent partie du groupe. Au début des années 2000, Gary « Nesta » Pine se chargea du rôle de lead-vocal.
Aujourd'hui, 40 ans après la mort de Bob Marley, les Wailers tournent toujours. Mais il ne reste que trois membres du groupe qui firent partie de la formation originelle Wailers : Familyman, Al Anderson et Earl « Wya » Lindo.
En 2006, Junior Marvin aurait fait son retour dans le groupe, remplaçant de ce fait le chanteur Gary Pine(s), qui mène une carrière solo dans le domaine de la House music (avec Bob Sinclar).
En 2008, on note le retour de Don Elan, prédécesseur de Gary Pine, au lead vocal. Il assurait notamment le chant sur l'album Live at the Maritime Hall.
Roger Steffens, grand spécialiste de Marley, a décrété : « Tant qu'il y a Familyman à la basse, le groupe peut s'appeler les Wailers ».
En septembre 2008, un groupe concurrent à celui de Familyman fait son apparition, emmené par Junior Marvin et Al Anderson, sous le nom des Original Wailers qui comprend également le clavier Earl Wya Lindo. Un unique disque, Miracle, paraît en 2012.
En 2020 sort l'album One World, produit par Emilio Estefan. Le groupe est désormais emmené par Aston Barrett Jr., fils du bassiste historique du groupe.

## Discographie
albums du groupe :
- 1989 - I.D.
- 1991 - Majestic Warriors
- 1994 - Jah Message
- 1997 - Live 95-97 My Friends
- 1998 - Live At The Maritime Hall
- 2000 - Live In Jamaica
- 2003 - The Wailers Live (2CD)
- 2020 - One World

albums en tant que groupe d'accompagnement : 
- 1974 - Horace Andy & Wayne Jarrett - Earth Must Be Hell
- 1974-75 - Keith Hudson - Pick A Dub
- 1975 - Larry Ethnic meets the Wailers (Ethnic Fight Rec)
- 1976 - Bunny Wailer - Blackheart Man (Mango)
- 1980 - Israel Vibration - Unconquered People (Tuff Gong)
- 1980 - Burning Spear - Hail Him'
- 1990 - Joe Higgs - Blackman Know Yourself
- 1982 - Beautiful Garden (Donald + Lulu with The Wailers)
- 1983 - Watchfull Eyes (Jahmel & The Wailers)
- 1984-  Cocody Rock (Alpha Blondy & The Wailers)
- 1984 - Justin Hinds And The Dominoes - Travel With Love
- 1984 - Ras Karbi - The Seven Seals (Rockstone US)
- 1986 - Jerusalem (Alpha Blondy & The Wailers)
- 1987 - Real Joy (Ludovic DeBarboza & The Wailers)
- 1992 - Tolerance (Jampara with The Wailers Members)
- 1997-98 - What If I Told You (Andru Branch with The Wailers
- 2004 - Changing People (Akila Barrett feat. The Wailers)
- 2005 - Hi Fi Calypso - Karl Zéro and the Wailers (Naïve)
- 2015 - Tuff Gong Encounter - Keith Hudson & the Wailers (enregistré vers 1979)

singles en tant que groupe d'accompagnement :
- Barrington Spence - Tears On My Pillow
- Junior Delgado - Reaction
- Junior Hibbert - Really For A Reason (Ethnic Fight 7")
- Man X - It won't come easy
- Roots - Evil that you do
- Senya - Children of the Ghetto
- Leroy Smart - Happiness Is My Desire
- Garth Dennis - Slow coach
- Traffic Jam - History Book  (Impact 7")
- Jimmy Riley - Keep Trying (World Enterprise 12")
- Vincent Fodera - Italian Anthem (Ital Reggae Records 12")
- Eric Morris - Eyere Feeling (Sure Shot 7")
- Eric Morris - Hard Time In Babylon (Sure Shot 7")

## DVD
- 2003 : The Wailers Live